# Варлаам (митрополит Московский)
Митрополит Варлаам (XV век — 24 марта 1533, Спасо-Каменный монастырь) — митрополит Московский и всея Руси (1511—1521); преемник митрополита Симона.

## Биография
Сведения о митрополите Варлааме скудны, и о ранних годах его жизни ничего неизвестно.
По всей видимости, он был иноком Кириллова Белозерского монастыря. В июне 1506 года, после того как Вассиан (Санин), игумен московского Симонова Нового монастыря, был хиротонисан во архиепископа Ростовского, Варлаам в сане архимандрита стал настоятелем Симонова монастыря. В том же году участвовал в числе духовенства во главе с митрополитом Симоном в ходатайстве перед великим князем за Константина Острожского.
27 апреля 1507 года великий князь Василий III дал Варлааму грамоты, которыми предоставлял определённые льготы владениям Симонова монастыря в Московском, Владимирском, Коломенском и Переславском уездах и на Белоозере, однако привилегии были незначительны — монастырь от уплаты налогов не освобождался. Щедрым пожалованием была выданная великим князем 8 января 1510 года проезжая грамота монастырю, давшая право безналогового провоза 20 видов товаров.

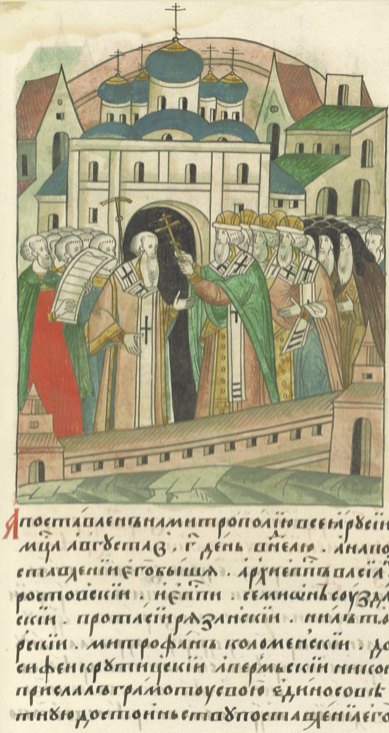
Посвящение Варлаама в митрополиты Московские

Во время настоятельства Варлаама монастырь не приобрёл новых владений.
В 1510 году Варлаам вместе с епископом Коломенским Митрофаном сопровождал великого князя Василия III в походе на Псков.
В годы настоятельства Варлаама в монастыре активно переписывались святоотеческие творения, богослужебные книги. В обители жил вернувшийся (в 1509—1510 году) с Белоозера князь-инок Вассиан (Патрикеев).
Через три месяца после кончины митрополита Симона Варлаам по воле великого князя был избран предстоятелем Русской церкви, 27 июля наречён митрополитом, хиротонисан Собором русских епископов 3 августа 1511 года с возведением в сан митрополита Московского и всея Руси. Интронизацию возглавляет архиепископ Ростовский Вассиан (Санин), брат преподобного Иосифа Волоцкого.
Ко времени предстоятельства митрополита Варлаама относится возобновление прямых контактов Московской митрополии с Константинопольским патриархатом (в 1517 году), прерванных в середине XV века (после поставления Собором русских епископов на Московский митрополичий престол святителя Ионы).
Был близок к нестяжателям. В 1515—1517 годах по благословению митрополита Вассиан (Патрикеев) составлял новую редакцию Кормчей книги. Князя-инока с митрополитом связывали доверительные отношения. «Несомненно, митрополит Варлаам знал о его (Вассиана) письменных трудах против преп. Иосифа», — отмечает архимандрит Макарий (Веретенников).
Впоследствии пытался защищать Максима Грека против обвинений его в ереси.
В декабре 1521 года митрополит Варлаам был вынужден оставить свой пост. Опальный владыка сначала удалился в Симонов монастырь, а затем по повелению Василия III был по существу сослан в Спасо-Каменный монастырь на Кубенском озере. Часто причиной опалы московского митрополита называют отказ благословить незаконный развод великого князя с Соломонией Сабуровой и женитьбе его на Елене Глинской. Однако дело со вторым браком Василия III относится к 1526 году, и влиять на него опальный митрополит уже не мог. Имперский посол в России Сигизмунд Герберштейн причиной смещения митрополита называет нарушение клятвы, данной Новгород-Северскому удельному князю Василию Шемячичу, очевидно при посредничестве митрополита. По его словам, митрополит, возмущённый поступком государя, сам сложил с себя сан и был отправлен в оковах на Белоозеро. Макарий (Веретенников) считает, что возможной причиной опалы на предстоятеля Русской церкви был отказ Василию III выдать «опасную» (охранную) грамоту. Очевидно, Варлаам отказался участвовать в заведомом обмане, чем и вызвал гнев великого князя.
После Варлаама на митрополию, тоже волей великого князя, был возведён игумен Волоколамского монастыря Даниил. Желаемую Василием «опасную» грамоту Василию Шемячичу новый митрополит выдал, и обманутый князь в 1523 году был схвачен.